# Mesquita de Solimà Paixà
La mesquita de Solimà Pasha (Sulayman Pasha) (àrab: مسجد سليمان باشا الخادم, masjid Sulaymān Bāxā) està situada a la Ciutadella del Caire. Aquesta fou la primera mesquita aixecada pels otomans a la ciutat després de la seva conquesta. Forma part del conjunt arquitectònic conegut com Caire Històric, declarat Patrimoni de la Humanitat per la UNESCO. Porta el número 142 del catàleg de monuments islàmics gestionat pel Supreme Council of the Antiquities.

## Història

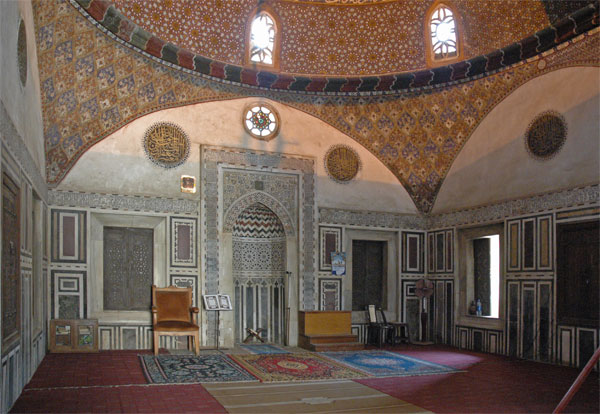
Interior de la sala d'oracions

Solimà Pasha era un eunuc de la cort de Solimà que va ser governador del Caire entre 1524 i 1538, amb una interrupció de dos anys (1534-1536). El 1528 va manar que s'aixequés aquesta mesquita en un extrem del recinte de la Ciutadella amb la finalitat de ser utilitzada pels geníssers que ocupaven aquell indret.

La mesquita es va aixecar en el lloc d'una capella d'època fatimita coneguda com a capella de sàyyid (o sidi) Sariya, aixecada per Abu-Mansur ibn Qasta cap al 1140. Aquella construcció va quedar inclosa dins l'arquitectura de la mesquita i es va utilitzar com a tomba dels oficials otomans, que es van afegir a la del seu fundador.

## L'edifici

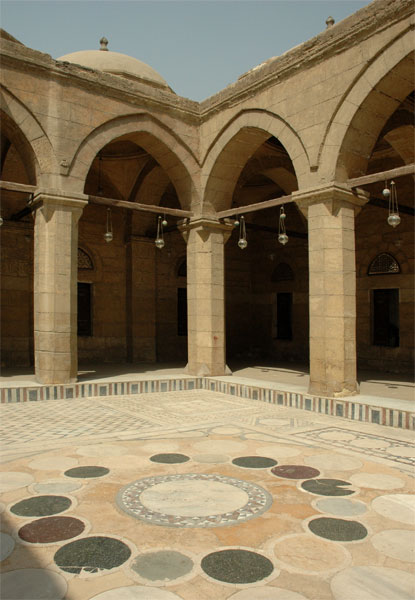
El pati de la mesquita

Es tracta d'una mesquita de reduïdes dimensions. Consta d'un pati des d'on s'accedeix a la sala d'oracions, tancada. Aquesta darrera està coberta per una cúpula central i tres mitges cúpules en tres dels seus costats, per això la seva planta és en forma de T. Exteriorment, la cúpula està recoberta de ceràmica verda.
La sala d'oracions està decorada internament (cúpula, petxines...) amb motius geomètrics i florals pintats. Els murs estan revestits amb un aplacat de marbre d'estil mameluc, el mihrab i el minbar presenten la mateixa decoració. És ben possible que aquesta decoració mameluca de marbre procedeixi de la propera mesquita d'an-Nàssir Muhàmmad, que en aquesta època fou espoliada de la seva decoració interna.
El pati, pavimentat amb marbres, està envoltat per quatre porxades formades per arcs apuntats sobre pilars octogonals. La galeria perimètrica que formen està coberta amb petites cúpules. Un dels racons del pati està ocupat per l'antiga capella fatimita, una construcció habitual a l'època, massissa i coberta per una cúpula.
Actualment, l'entrada al conjunt es fa directament a la sala d'oracions, cosa no habitual. L'accés es feia abans per una porta que dona al pati. El minaret està situat al costat de l'entrada, és una característica construcció otomana, en forma de llapis.

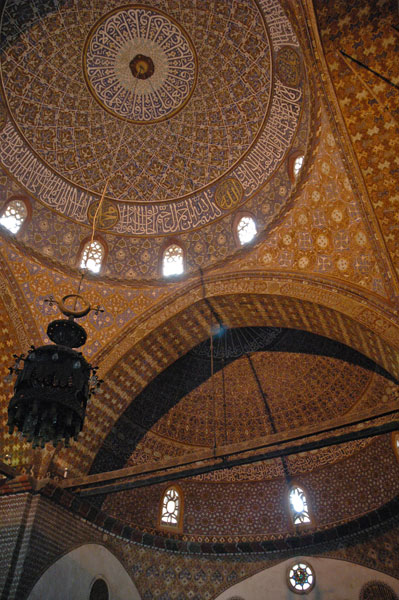
Interior de la cúpula
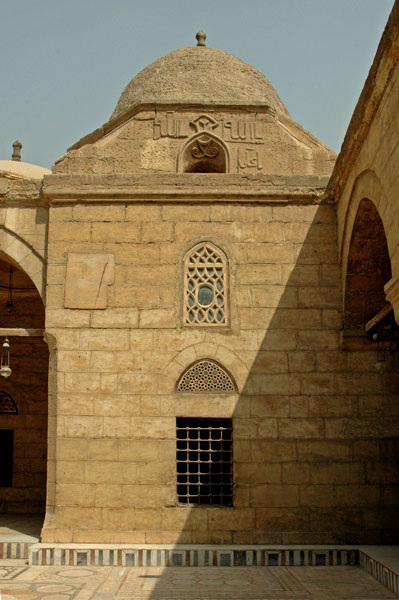
Capella fatimita, ara mausoleu
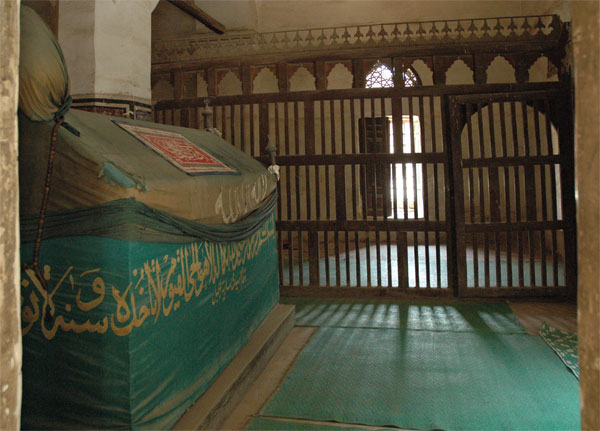
Interior del mausoleu